# Oranjesingel 68

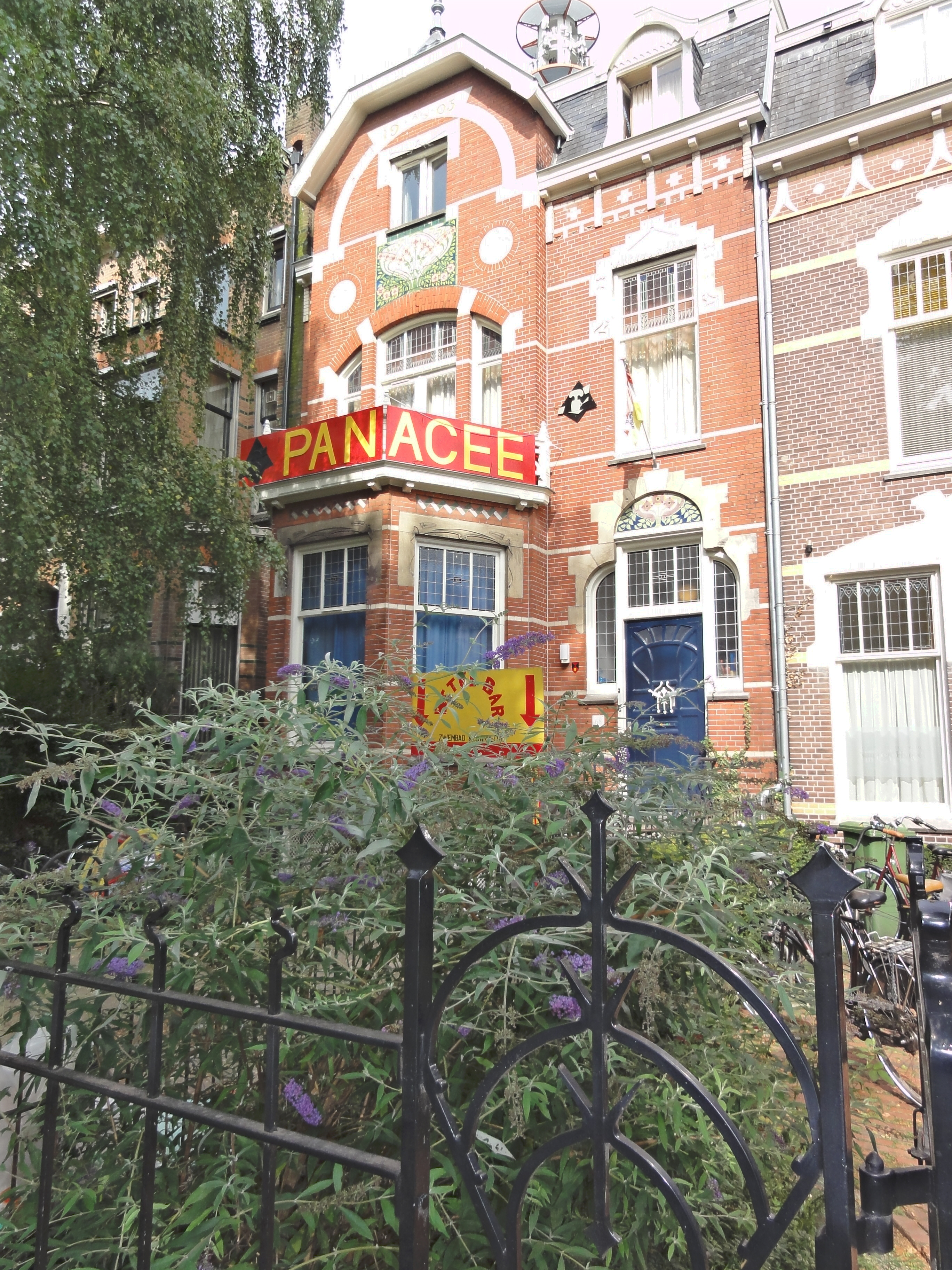
Oranjesingel 68 in Nijmegen

Het pand aan de Oranjesingel 68 is een rijksmonument aan de Oranjesingel in de Nederlandse stad Nijmegen. Het is ook bekend onder de naam O'68.
Het pand werd in 1903 samen met Oranjesingel 70 gespiegeld ontworpen door architect Wijnandus Johannes Hermanus van der Waarden in art-nouveaustijl. Voor de panden staat nog het originele art-nouveau-hekwerk. Van der Waarden betrok nummer 68 als woning.
In 1959 werd de Oranjesingel 72 in gebruik genomen als rechtenfaculteit van de Katholieke Universiteit Nijmegen. De faculteit werd in 1964 uitgebreid met Oranjesingel 68 en 70.
Op 7 juli 1982 werd het pand gekraakt. De krakers konden uitgezet worden door middel van toepassing van de huidenstraattruc. Deze werd voor het eerst gebruikt in combinatie met huur in plaats van koop. Het studentendispuut Panacee huurde het pand en vorderde een lege oplevering waartegen de eigenaar geen verweer voerde. De kraakbeweging spande vervolgens een executiegeschil aan door middel van een stichting ZoRoT (Zonder Recht of Titel) om het noemen van namen te voorkomen. Deze stichting verloor omdat zij officieel geen partij was, maar ook omdat de rechter concludeerde dat de huurovereenkomst geen schijnvertoning was. De ontruiming ging met protest gepaard en werd uitgevoerd door de Mobiele Eenheid.
Het wordt sinds 1983 bewoond door leden van het Collegiaal Dispuut Panacee. Het pand werd op 30 januari 2008 gekocht waarna een grondige renovatie werd gestart in samenspraak met Monumentenzorg. Eigenaar van het pand is een commanditaire vennootschap met 52 participanten, bestaande uit leden en reünisten van het dispuut.
Sinds 27 september 2001 is het pand een rijksmonument.